# Seyresse
Seyresse est une commune du Sud-Ouest de la France, située dans le département des Landes (région Nouvelle-Aquitaine). Avec 2,23 km2, c’est la plus petite commune du département.

## Géographie

### Localisation
Commune située au sud de Dax.

### Communes limitrophes
Les communes limitrophes sont Dax, Oeyreluy et Saint-Pandelon.
|          | Dax      |                |
| Oeyreluy | Seyresse |                |
|          |          | Saint-Pandelon |

### Hydrographie
La commune s'étend sur une pente douce conduisant de la forêt de pins, au nord, à la chenaise bordant le Luy, au sud.

### Climat
Pour des articles plus généraux, voir Climat de la Nouvelle-Aquitaine et Climat des Landes.
Historiquement, la commune est exposée à un climat océanique aquitain.  
En 2020, Météo-France publie une typologie des climats de la France métropolitaine dans laquelle la commune est exposée à un climat océanique et est dans la région climatique  Littoral charentais et aquitain, caractérisée par une pluviométrie élevée en automne et en hiver, un bon ensoleillement, des hiver doux (6,5 °C), soumis à la brise de mer.
Pour la période 1971-2000, la température annuelle moyenne est de 13,6 °C, avec une amplitude thermique annuelle de 13,9 °C. Le cumul annuel moyen de précipitations est de 1 260 mm, avec 12,5 jours de précipitations en janvier et 7,8 jours en juillet. Pour la période 1991-2020, la température moyenne annuelle observée sur la station météorologique la plus proche, située sur la commune de Dax à 2 km à vol d'oiseau, est de 14,5 °C et le cumul annuel moyen de précipitations est de 1 155,2 mm,. Pour l'avenir, les paramètres climatiques de la commune estimés pour 2050 selon différents scénarios d’émission de gaz à effet de serre sont consultables sur un site dédié publié par Météo-France en novembre 2022.

## Urbanisme

### Typologie
Au 1er janvier 2024, Seyresse est catégorisée ceinture urbaine, selon la nouvelle grille communale de densité à sept niveaux définie par l'Insee en 2022.
Elle appartient à l'unité urbaine de Dax, une agglomération intra-départementale regroupant treize  communes, dont elle est une commune de la banlieue,,. Par ailleurs la commune fait partie de l'aire d'attraction de Dax, dont elle est une commune de la couronne,. Cette aire, qui regroupe 60 communes, est catégorisée dans les aires de 50 000 à moins de 200 000 habitants,.

### Occupation des sols

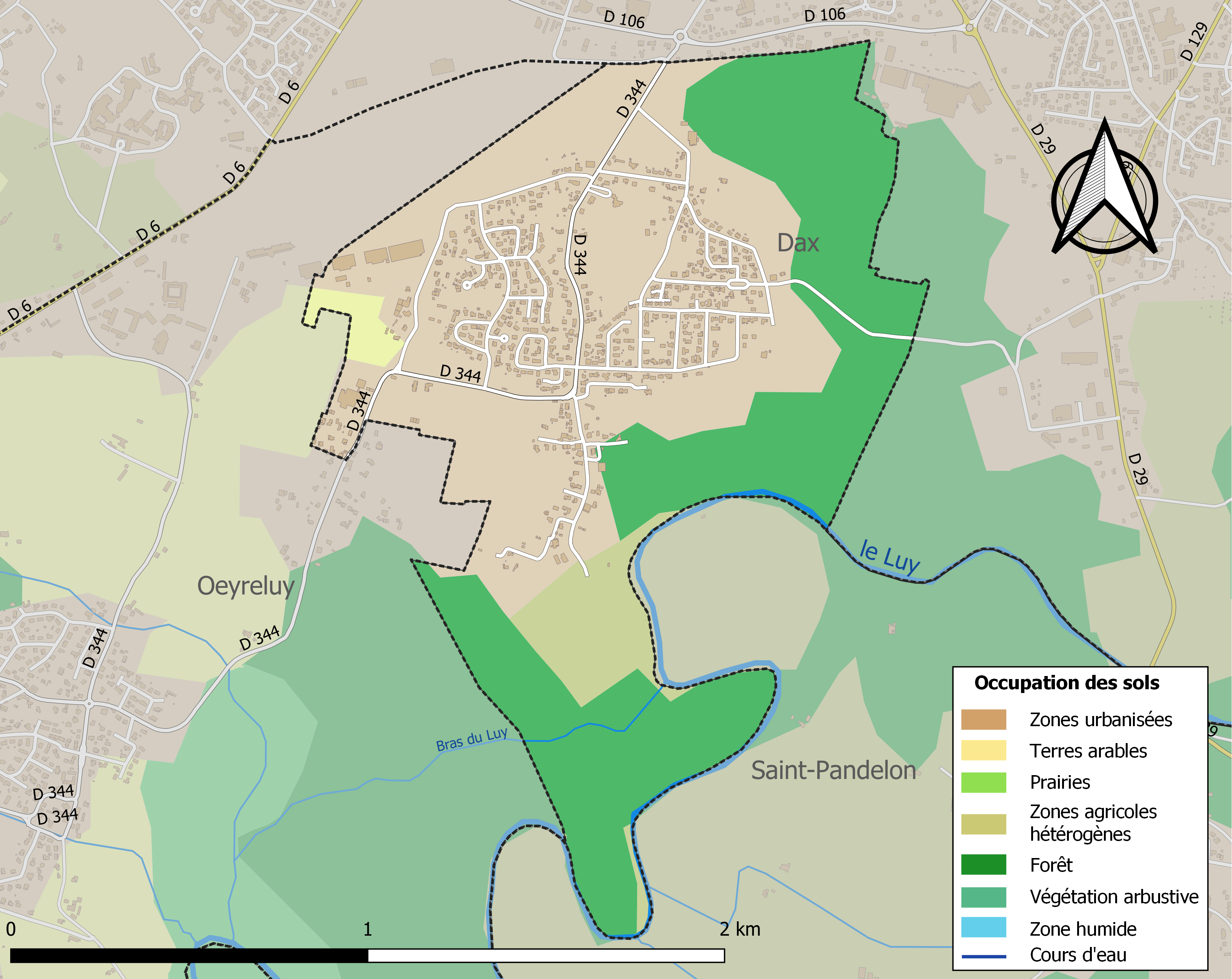
Carte des infrastructures et de l'occupation des sols de la commune en 2018 (CLC).

L'occupation des sols de la commune, telle qu'elle ressort de la base de données européenne d’occupation biophysique des sols Corine Land Cover (CLC), est marquée par l'importance des territoires artificialisés (54,3 % en 2018), en augmentation par rapport à 1990 (34,4 %). La répartition détaillée en 2018 est la suivante : 
zones urbanisées (47,4 %), forêts (38 %), zones industrielles ou commerciales et réseaux de communication (6,9 %), zones agricoles hétérogènes (6 %), terres arables (1,8 %). L'évolution de l’occupation des sols de la commune et de ses infrastructures peut être observée sur les différentes représentations cartographiques du territoire : la carte de Cassini (XVIIIe siècle), la carte d'état-major (1820-1866) et les cartes ou photos aériennes de l'IGN pour la période actuelle (1950 à aujourd'hui).

### Risques majeurs
Le territoire de la commune de Seyresse est vulnérable à différents aléas naturels : météorologiques (tempête, orage, neige, grand froid, canicule ou sécheresse), inondations, mouvements de terrains et séisme (sismicité faible). Il est également exposé à un risque technologique,  le transport de matières dangereuses. Un site publié par le BRGM permet d'évaluer simplement et rapidement les risques d'un bien localisé soit par son adresse soit par le numéro de sa parcelle.

#### Risques naturels
La commune fait partie du territoire à risques importants d'inondation (TRI) de Dax, regroupant 13 communes concernées par un risque de débordement de l'Adour et du Luy, un des 18 TRI qui ont été arrêtés fin 2012 sur le bassin Adour-Garonne. Les événements significatifs antérieurs à 2014 sont les crues de l'Adour de 1770, 1879, 1952, 1981 et 2014. La crue du 6 avril 1770 est la plus forte crue enregistrée. La crue de février 1952 constitue quant à elle la crue de référence sur de nombreux secteurs du bassin de l’Adour. Des cartes des surfaces inondables ont été établies pour trois scénarios : fréquent (crue de temps de retour de 10 ans à 30 ans), moyen (temps de retour de 100 ans à 300 ans) et extrême (temps de retour de l'ordre de 1 000 ans, qui met en défaut tout système de protection). La commune a été reconnue en état de catastrophe naturelle au titre des dommages causés par les inondations et coulées de boue survenues en 1983, 1988, 1992, 1999 et 2009,.
Les mouvements de terrains susceptibles de se produire sur la commune sont des tassements différentiels.

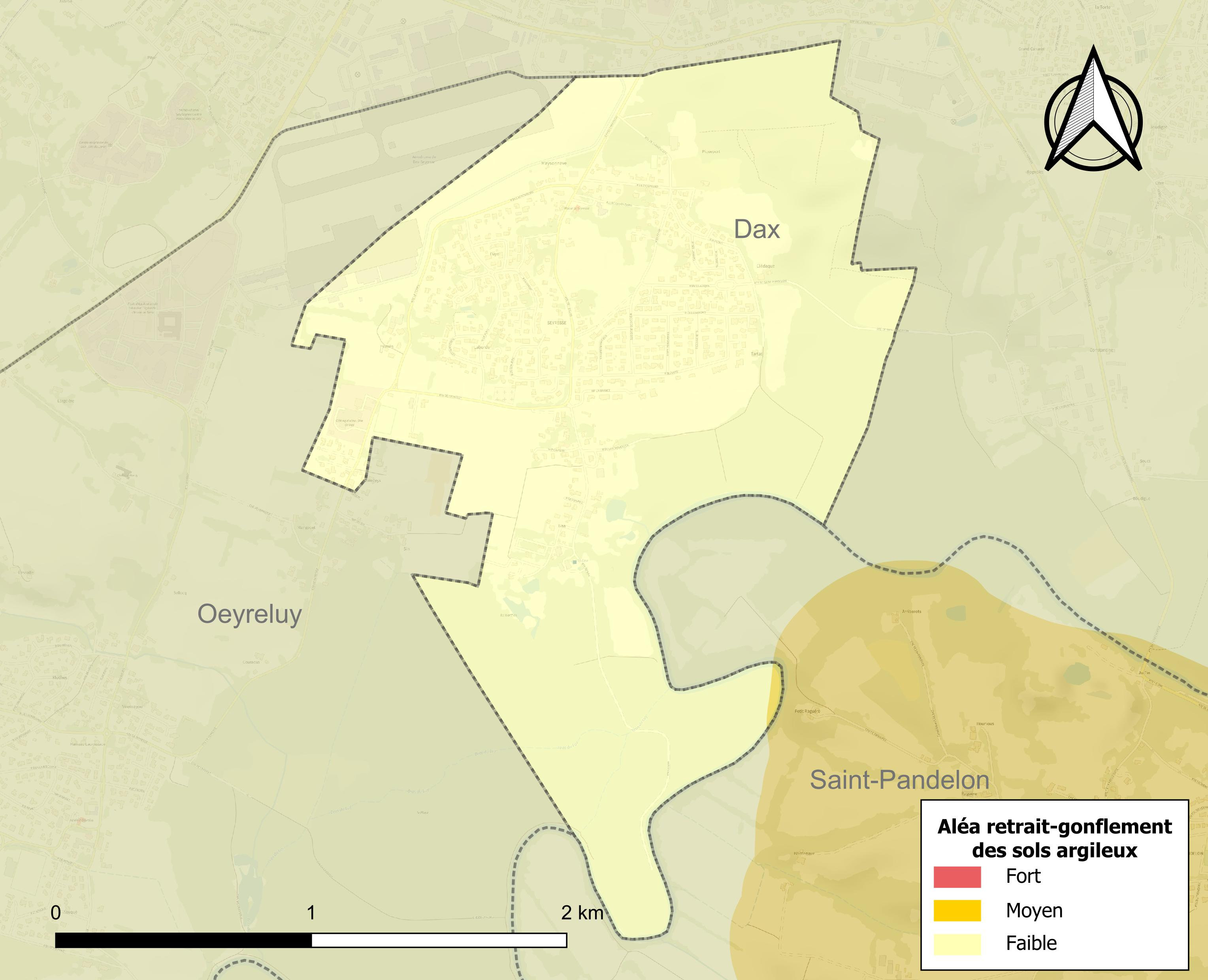
Carte des zones d'aléa retrait-gonflement des sols argileux de Seyresse.

Le retrait-gonflement des sols argileux est susceptible d'engendrer des dommages importants aux bâtiments en cas d’alternance de périodes de sécheresse et de pluie. 0,2 % de la superficie communale est en aléa moyen ou fort (19,2 % au niveau départemental et 48,5 % au niveau national). Sur les 410 bâtiments dénombrés sur la commune en 2019,  aucun n'est en aléa moyen ou fort, à comparer aux 17 % au niveau départemental et 54 % au niveau national. Une cartographie de l'exposition du territoire national au retrait gonflement des sols argileux est disponible sur le site du BRGM,.
Concernant les mouvements de terrains, la commune a été reconnue en état de catastrophe naturelle au titre des dommages causés par des mouvements de terrain en 1983 et 1999.

#### Risques technologiques
Le risque de transport de matières dangereuses sur la commune est lié à sa traversée par une ou des infrastructures routières ou ferroviaires importantes ou la présence d'une canalisation de transport d'hydrocarbures. Un accident se produisant sur de telles infrastructures est susceptible d’avoir des effets graves sur les biens, les personnes ou l'environnement, selon la nature du matériau transporté. Des dispositions d’urbanisme peuvent être préconisées en conséquence.

## Toponymie
Trois  hypothèses existent autour du nom de la commune :
- Cerasos : de racine Greco-latine et qui signifie "lieu planté de cerisiers".
- Eira : désigne les eaux en gascon.
- Seyre : un hellébore vert[2].

## Histoire
La découverte de galets et de silex du proto-solutréen témoigne de la présence d'hommes il y a 20 000 ans. Vers 1860, des enfants ont découvert 30 kg de pièces de monnaie à l'effigie de l'Empereur Constantin, attestant de la présence de Romains durant l'Antiquité.
Le village n'atteignait pas 200 habitants dans les années 1950. Il s'est développé jusqu'à la fin du siècle dernier pour voir sa croissance s'accélérer dans les dernières années. Il s'est peu à peu doté des infrastructures nécessaires à son développement : réseau d'assainissement, station d'épuration, nouvelle mairie, nouvelle école, salle municipale, maison des associations et terrains de sport.

## Politique et administration
| Période                                  | Période  | Identité        | Étiquette | Qualité                                                                              |
| ---------------------------------------- | -------- | --------------- | --------- | ------------------------------------------------------------------------------------ |
|                                          | 1995     | Georges Sahuqué | PS        |                                                                                      |
| 1995                                     | 2010     | Jacques Anthian | PS        | Retraité éducation nationale Président de la communauté d'agglomération du Grand Dax |
| 2010                                     | 2014     | Daniel Bouchon  | PS        |                                                                                      |
| mars 2014                                | En cours | Philippe Delmon | DVG       | Technico-commercial                                                                  |
| Les données manquantes sont à compléter. |          |                 |           |                                                                                      |

## Démographie
| 1793 | 1800 | 1806 | 1821 | 1831 | 1836 | 1841 | 1846 | 1851 |
| ---- | ---- | ---- | ---- | ---- | ---- | ---- | ---- | ---- |
| 80   | 132  | 117  | 120  | 128  | 137  | 154  | 157  | 147  |

| 1856 | 1861 | 1866 | 1872 | 1876 | 1881 | 1886 | 1891 | 1896 |
| ---- | ---- | ---- | ---- | ---- | ---- | ---- | ---- | ---- |
| 149  | 147  | 177  | 149  | 156  | 163  | 158  | 168  | 164  |

| 1901 | 1906 | 1911 | 1921 | 1926 | 1931 | 1936 | 1946 | 1954 |
| ---- | ---- | ---- | ---- | ---- | ---- | ---- | ---- | ---- |
| 160  | 175  | 178  | 158  | 143  | 159  | 160  | 134  | 136  |

| 1962 | 1968 | 1975 | 1982 | 1990 | 1999 | 2006 | 2008 | 2013 |
| ---- | ---- | ---- | ---- | ---- | ---- | ---- | ---- | ---- |
| 233  | 263  | 255  | 506  | 616  | 597  | 749  | 789  | 851  |

| 2018 | 2022  | - | - | - | - | - | - | - |
| ---- | ----- | - | - | - | - | - | - | - |
| 946  | 1 022 | - | - | - | - | - | - | - |

## Lieux et monuments
- Église Saint-Martin de Seyresse.

## Personnalités liées à la commune
- Georges Sahuqué : maire jusqu'en 1995.
- Jacques Anthian : maire de 1995 à 2010 et président de la communauté d'agglomération du Grand Dax de 2004 à son décès en 2010[28],[29].